# Самарский (Алтайский край)
Самарский — посёлок в Каменском районе Алтайского края. Входит в состав Рыбинского сельсовета.

## История
Основан в 1912 году. В 1928 году состоял из 139 хозяйств, основное население — русские. Центр Самарского сельсовета Каменского района Каменского округа Сибирского края.

## Население
| 1926 | 1997 | 1998 | 1999 | 2000 | 2001 | 2002 | 2003 | 2004 | 2005 | 2006 | 2007 | 2008 | 2009 |
| ---- | ---- | ---- | ---- | ---- | ---- | ---- | ---- | ---- | ---- | ---- | ---- | ---- | ---- |
| 652  | ↘236 | ↘233 | ↗235 | ↗237 | ↘229 | ↘209 | ↗216 | ↘207 | ↘200 | ↘189 | ↘168 | ↘163 | ↘135 |
| 2010 | 2011 | 2012 | 2013 |      |      |      |      |      |      |      |      |      |      |
| ↘113 | ↗115 | ↘98  | ↘90  |      |      |      |      |      |      |      |      |      |      |